# Сакен Сейфулин
Саке́н (Садвака́с) Сейфу́ллин (на казахски: Сәкен (Сәдуақас) Сейфуллин; 1894 – 1939) е основоположник на съвременната казахска литература, поет и писател, държавен деец, виден член на Всесъюзната комунистическа партия (болшевики). Сейфу́ллин е основател на Съюза на писателите на Казахстан и един от първите председатели на Съвета на народните комисари (правителството) на Киргизката автономна съветска социалистическа република (днешен Казахстан).

## Биография
Роден е в номадски аул в Акмолински уезд на тогавашната Акмолинска област (сега в Карагандинска област). Между 1905 и 1908 година учи в руско-казахското училище в Акмолинск. През 1912 година е учител по руски език в мюсюлманско медресе. На 21 август 1913 година постъпва в Омската учителска семинария, където учи с Магжан Жумабаев. Попада в архивите на Охранката, след като става ръководител на културно-просветното дружество на казахските младежи „Бірлік“ („Единство“).
През 1914 година издава стихосбирката „Өткен күндер“ („Отминали дни“), а през 1916 одина – стихотворението „Вълнение“, посветено на Казахското въстание. Подкрепяйки Февруарската революция, през 1917 г. Сакен Сейфулин създава обществено-политическото и културно дружество „Жас қазақ“ („Млад казах“) и вестника „Тіршілік“ („Живот“).
Веднага след Великата октомврийска социалистическа революция Сейфулин пише стихотворението „Ану-ка, джигиты!“, което се счита за първото произведение на казахската съветска литература. На 27 декември 1917 година Сейфуллин е избран за народен комисар по просвещението. През Гражданската война е задържан от белогвардейците на атамана Аненков, но след 47 дни успява да избяга. На 7 май 1920 г. е назначен за помощник-завеждащ административния отдел на Революционния комитет в Акмолинск.
През октомври 1920 година става член на президиума на Централния изпълнителен комитет на Киргизката АССР, а през декември 1922 година е избран за председател на Съвета на народните комисари на Киргизката АССР. Участва в присъединяването на Акмолинска област и Семипалатинска област към Киргизката АССР. Издава вестник „Еңбекши қазақ“ („Трудов казах“). Радее за официално деловодене на казахски език.
След 1925 година постепенно преминава от политиката в науката и образованието. Назначен е (7 април 1925 година) за председател на Академическия център – първата научна организация в Казахстан, през 1926 г. става завеждащ филиала в републиката на Института по история на Октомврийската революция. От 1927 г. е ректор на Къзълординския институт за народна просвета, от 1928 година – ректор на Ташкентския казахски педагогически институт и лектор по казахска литература в Ташкент, а от 1934 година е професор в Казахския комунистически институт по журналистика. Събира образци на казахското устно творчество, издава учебник по история на казахската литература, сатиричен роман и повест.
На 24 септември 1937 година Сейфулин е арестуван от НКВД, изтезаван и осъден на смърт като „враг на народа“. Разстрелян е на 25 април 1938 година в Алма-Ата. Реабилитиран е от Военната колегия на Върховния съд на СССР на 21 март 1957 година.

## Творчество
- Шъгармалар (Съчинения), т. 1 – 6, Алма-Ата, 1960 – 1964
- Сейфуллин Сакен. Стихотворения и поэмы ((ru)), Москва, 1958
- „Тернистый путь“, Алма-Ата, 1964
- „Наш быт“, роман
- „Айша“, повест